# Philipp Jaffé

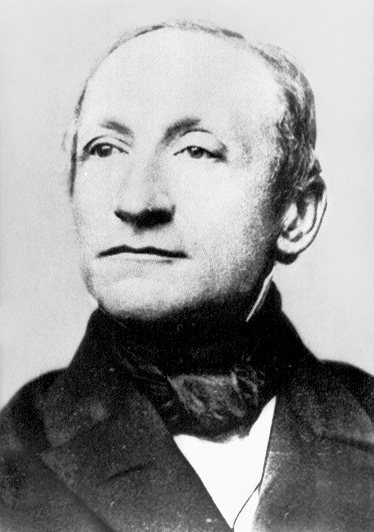
Philipp Jaffé.

Philipp Jaffé, född 17 februari 1819 i Schwersenz, provinsen Posen, död 3 april 1870 i Wittenberge, var en tysk historiker.
Jaffé blev 1840 student vid Humboldt-Universität zu Berlin, arbetade under Leopold von Ranke och drog tidigt uppmärksamheten till sig dels genom ett par historiska monografier (Geschichte des deutschen Reichs unter Lothar dem Sachsen, 1843, och Geschichte des deutschen Reichs unter Konrad III., 1845), dels genom sitt regestverk "Regesta pontificum romanorum" (1851; ny upplaga 1885-88 av Löwenfeld, Kaltenbrunner och Ewald), omfattande tiden fram till 1198. 
Men då Jaffé på grund av sin judiska börd saknade utsikter på universitetsbanan, övergick han 1850 till medicinen och promoverades 1853 till medicine doktor. Redan samma år kallades han emellertid att delta i utgivandet av "Monumenta Germaniæ Historica", som han 1863 lämnade på grund av oenighet med ledaren. År 1862 utnämndes han till extra ordinarie professor i de historiska hjälpvetenskaperna vid Berlins universitet och började 1864 utgivandet av sitt andra storverk, "Bibliotheca rerum Germanicarum" (sex band, 1864-73).
Trots att Jaffé 1868 övergick till kristendomen, syntes dock utsikterna mörka för vidare befordran på den vetenskapliga banan, och han drabbades av en depression som slutligen drev honom till självmord. Han var en av sin tids främsta paleografer och urkundskännare.